# Lédas-et-Penthiès
 Lédas-et-Penthiès là một xã trong tỉnh Tarn thuộc vùng Occitanie ở miền nam nước Pháp. Xã này nằm ở khu vực có độ cao trung bình 490 mét trên mực nước biển.
Sông Cérou chảy qua thị trấn.